# Bukila
Bukila románul: Buchila, falu Romániában, Moldvában, Bákó megyében.

## Fekvése
Bákótól délre, az E85-ös út közelében fekvő település.

## Története
Bukila (Buchila) Ferdinándújfalu faluja. A 2002-es népszámláláskor 588 lakosa volt, melyből 587 románnak, 1 egyéb  nemzetiségűnek vallotta magát.